# Pitkäjärvi (sjö i Lieksa, Norra Karelen)
Pitkäjärvi är en sjö i kommunen Lieksa i landskapet Norra Karelen i Finland. Sjön ligger 130,5 meter över havet. Den är 17,5 meter djup. Arean är 1,07 kvadratkilometer och strandlinjen är 8,5 kilometer lång. Sjön  ingår i Vuoksens huvudavrinningsområde.   Den ligger omkring 69 kilometer norr om Joensuu och omkring 440 kilometer nordöst om Helsingfors. 